# Charles Van Lede
Charles Maximiliano Luiz Van Lede (Bruges, 20 de maio de 1801 — Bruxelas, 19 de julho de 1875, sepultado no cemitério da Igreja de Santa Gúdula), filho de Maximiliano Van Lede e Brunola Heinckiens, foi um engenheiro e pesquisador belga que em 1844 iniciou a colonização belga no município brasileiro de Ilhota, localizado no Estado de Santa Catarina.